# Охлаждение методом боковой полосы
Охлаждение методом боковой полосы является методикой лазерного охлаждения, которую можно использовать для охлаждения сильно удерживаемых атомов до нижнего квантового состояния их движения. Атомы, как правило, предварительно охлаждены с помощью доплеровского охлаждения. Затем, для охлаждения атомов за пределы лимита доплеровского охлаждения, используют охлаждение методом боковой полосы.
Холодные удерживаемые полями атомы можно рассматривать (в хорошем приближении) как квантовомеханический гармонический осциллятор. Если скорость спонтанного распада значительно меньше, чем частота колебаний атомов в ловушке, то каждый внутренний уровень энергии молекулы расщепится на множество подуровней, образованных колебательными состояниями всей системы (фононные состояния).
Рассмотрим двухуровневую систему, у которой нижнее состояние обозначается как g (ground state), а возбуждённое состояние как e (excited state). Эффективное лазерное охлаждение происходит, когда частота лазерного луча настраивается на частоту красной боковой линии спектра, то есть
{\displaystyle \omega =\omega _{0}-\nu },
где {\displaystyle \omega _{0}} является внутренней частотой атомного перехода, а {\displaystyle \nu } является гармонической частотой колебаний атома. В этом случае атом претерпевает переход
{\displaystyle \vert g,n\rangle \rightarrow \vert e,n-1\rangle },
где {\displaystyle \vert a,m\rangle } представляет состояние иона, у которого внутренним атомным состоянием является a, а фононным состоянием является m. Этот процесс обозначен как '1' в изображении справа (???).
Последующее спонтанное излучение происходит преимущественно на несущей частоте, если энергия отдачи атома пренебрежимо мало по сравнению с квантом колебательной энергии, то есть
{\displaystyle \vert e,n-1\rangle \rightarrow \vert g,n-1\rangle .}
Этот процесс обозначен как '2' в изображении справа[где?].
В среднем, этот механизм охлаждает ион на величину одного колебательного уровня. Когда эти шаги повторяются достаточное число раз, то состояние {\displaystyle \vert g,0\rangle } достигается с высокой вероятностью.